# Adolf Gurnik

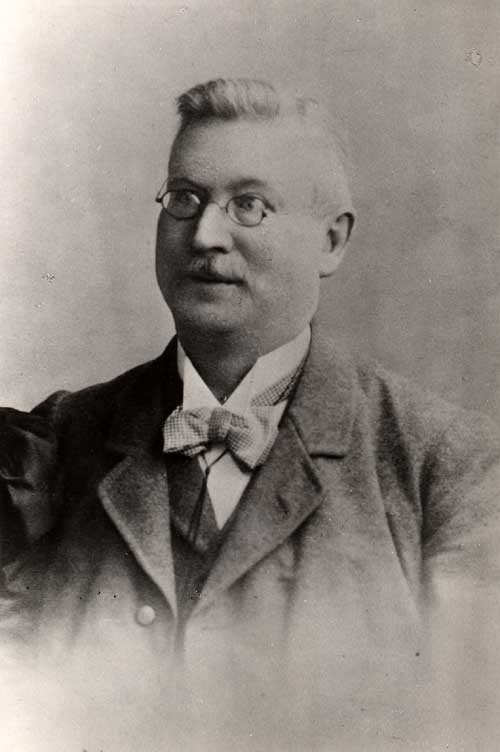
Adolf Gurnik

Adolf Gurnik (* 29. August 1844 in Guschau im Kreis Sorau; † 29. August 1903 in Frankfurt (Oder)) war ein deutscher Archivar und Autor. Er war der erste Leiter des Stadtarchivs in Frankfurt (Oder).
Adolf Gurnik, der Sohn des königlichen Försters Johann Gurnik in Guschau, kam im Oktober 1856 auf das Friedrich-Wilhelm-Gymnasium in Cottbus, wo er 1863 das Abitur machte. Danach studierte er an der Friedrich-Wilhelm-Universität zu Berlin Philosophie und Geschichte u. a. bei Johann Gustav Droysen und Theodor Mommsen. Im November 1867 legte Gurnik sein Examen für das Lehramt an höheren Schulen ab.
1868 kam Gurnik von Hirschberg nach Frankfurt (Oder). Hier unterrichtete er am Realgymnasium Geschichte, Geographie und Deutsch. 1873 promovierte er sich an der Universität Rostock zum Dr. phil. mit der Dissertation „De Andocide orationis contra Alcibiadem auctore“.
Seit mindestens 1872 engagierte sich Adolf Gurnik auch im Historischen Verein für Heimatkunde Frankfurts. 1891 wurde ihm die Leitung des Stadtarchivs übertragen. Seit 1897 gehörte er dem Vorstand des Historischen Vereins an und wurde schließlich dessen Vorsitzender. 1899 wurde Gurnik zum Professor ernannt.
Adolf Gurnik verstarb an seinem 59. Geburtstag im Krankenhaus an einem Krebsleiden.

## Schriften
- Kurze Darstellung der Verhältnisse, welche den Verlust der Militärhoheit des deutschen Kaiserthums (besonders im 17. U. 18. Jh.) herbeiführten. Frankfurt (Oder) 1876
- Die Urkunden des Stadt-Archivs zu Frankfurt a.d.Oder. 4 Bände, Frankfurt (Oder) 1895–1898
- Bilder aus der Geschichte der Stadt Frankfurt a.Oder. Frankfurt 1899 (mit Hermann Bieder)